# Tetragonula sapiens
Tetragonula sapiens là một loài Hymenoptera trong họ Apidae. Loài này được Cockerell mô tả khoa học năm 1911.

## Hình ảnh

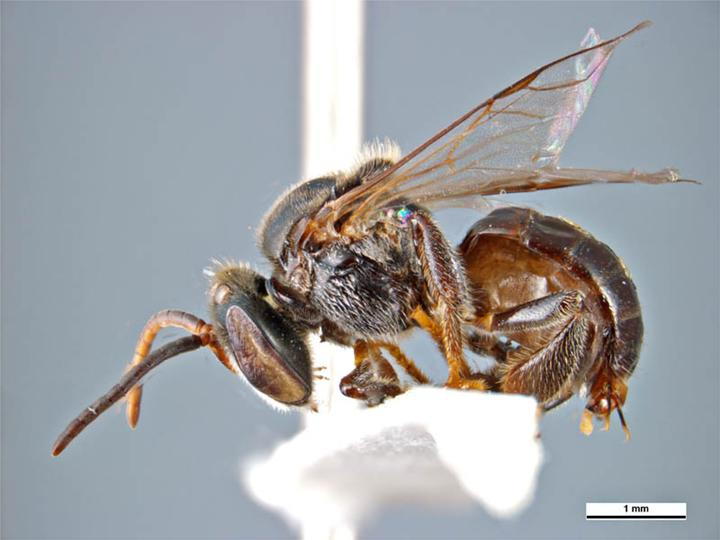